# Fenomeni di trasporto
In fisica i fenomeni di trasporto sono meccanismi di trasporto di quantità fisiche che presentano analogie nella loro natura a livello molecolare, nella loro descrizione come modello matematico, e nella loro occorrenza nei processi di produzione industriale, biologici, agricoli o agroalimentari, e meteorologici.

## Ambiti interessati
I fenomeni di trasporto riguardano diversi ambiti della scienza, tra cui:
- fluidodinamica, che riguarda il trasporto di quantità di moto;
- trasmissione del calore, che riguarda il trasporto di energia termica;
- scambio di materia, che riguarda il trasporto di massa;
- elettrocinetica, che riguarda il trasporto di carica elettrica;
- trasferimento radiativo, che riguarda il trasporto della radiazione in generale;
- neutronica, che riguarda il trasporto dei neutroni;
- fotonica, che riguarda il trasporto dei fotoni.

Questi meccanismi di trasporto elementari sono replicati in scala macroscopica nelle operazioni unitarie, il cui sfruttamento a livello industriale viene realizzato attraverso impianti ove si realizzino trasformazioni fisico-chimiche.

## Modelli lineari di trasporto
I tre meccanismi di trasporto possono essere descritti nell'approssimazione di corpo continuo da tre relazioni costitutive lineari analoghe tra loro: seguendo l'ordine delle equazioni di Navier, per la massa la legge di Fick, per la quantità di moto la legge di Newton, per l'energie infine la legge di Fourier per il flusso termico.

### Massa
La legge di Fick afferma che in presenza di un gradiente di concentrazione, un flusso di materia J viene indotto in direzione ad esso opposta e proporzionale ad esso attraverso la costante di proporzionalità {\displaystyle {\mathcal {D}}_{AB}}, detta diffusività di materia. In termini matematici:
{\displaystyle J_{x}=-{\mathcal {D}}_{AB}{\frac {\partial \Phi }{\partial x}}}
Nello spazio tridimensionale, la legge diventa:
{\displaystyle \mathbf {J} _{\Phi }=-{\mathcal {D}}_{ij}\nabla \Phi }
La proprietà di trasporto è dunque la diffusività e la grandezza oggetto di trasporto è in questo caso la materia (con riferimento alle moli).

### Quantità di moto

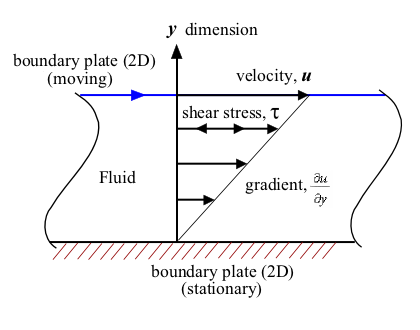
Moto laminare tra due pareti, in cui è evidenziato lo sforzo e l'effetto di variazione della velocità del fluido.

La legge di Newton approssima linearmente la relazione tra la pressione applicata a una parete che chiude da una parte un fluido e la variazione di velocità a distanza crescente dalla parete stessa. Se lo sforzo è diretto lungo l'asse x, si verifica che la velocità lungo l'asse y decresce, quindi:
{\displaystyle \tau _{yx}=-\mu {\frac {\partial v_{x}}{\partial y}}}.
dove:
- {\displaystyle \tau _{xy}} è lo sforzo (espressa in Pa nel SI) per una forza applicata lungo x su una superficie perpendicolare all'asse y;
- {\displaystyle v_{x}} è la velocità lungo x (espressa nel SI in m/s);
- {\displaystyle \mu } è la viscosità (espressa in Pa·s).

La stessa legge può essere interpretata come il flusso di quantità di moto diretto lungo y e dovuto ad un gradiente di velocità tra i diversi "piani" via via più distanti dalla pareti: letta in questa modo, la legge descrive come ad una variazione imprevista dell'energia cinetica del sistema si oppone un flusso di quantità di moto atto a sopperire alla variazione in corso. Questo costituisce il primo fenomeno di trasporto e, pertanto, la viscosità è detta anche proprietà di trasporto. Nello spazio tridimensionale, la legge diventa:
{\displaystyle {\underline {\underline {\boldsymbol {\tau }}}}=-\mu \nabla \mathbf {v} }

### Energia

La legge di Fourier in una dimensione (x) caratterizza lo scambio termico (q) tra due sorgenti attraverso la superficie di scambio A.

La legge di Fourier asserisce che si instaura un flusso di calore q diretto in direzione opposta ad un gradiente di temperatura e proporzionale ad esso attraverso la costante di proporzionalità {\displaystyle k_{T}}, detta conducibilità termica. In termini matematici:
{\displaystyle q_{x}=-k_{T}{\frac {\partial T}{\partial x}}}
Nello spazio tridimensionale, la legge diventa:
{\displaystyle \mathbf {q} =-k_{ij}\nabla T}
dove {\displaystyle k_{ij}} è il tensore di conducibilità termica. L'interpretazione della legge nell'ottica dei fenomeni di trasporto vede quindi nella conducibilità termica la proprietà di trasporto.

## Analogie tra i fenomeni di trasporto

### Analogia tra le equazioni di trasporto
La velocità di trasporto, sia essa riferita al trasporto di calore, di materia o di quantità di moto, è esprimibile dal rapporto tra una forza spingente e una resistenza al trasporto.
Nei tre casi elencati, la forza spingente è rispettivamente il gradiente di temperatura, il gradiente di concentrazione, e il gradiente di velocità.
Considerando il caso semplice del trasporto lungo una direzione qualsiasi, le tre equazioni di trasporto elencate (legge di Newton, legge di Fourier e legge di Fick) possono essere espresse da un'unica equazione:
{\displaystyle \mathbf {j} _{\psi }=-d\,\nabla \psi }
in cui:
- {\displaystyle \mathbf {j} _{\psi }} è la densità di corrente (di calore, di materia o di quantità di moto) lungo la direzione x;
- {\displaystyle d} è la diffusività (di calore, di materia o di quantità di moto);
- {\displaystyle \psi } è il potenziale (di calore, di materia o di quantità di moto).

### Analogie adimensionali
Anche tra i gruppi adimensionali che descrivono le condizioni del trasporto delle tre quantità (energia, materia e quantità di moto) sussistono forti analogie. In particolare, la seguente tabella mette a confronto in risalto l'analogia tra trasporto di calore e trasporto di materia:
| Trasporto di calore  | Trasporto di calore | Trasporto di calore                                                      | Trasporto di materia                              | Trasporto di materia | Trasporto di materia                                                  |
| Gruppo adimensionale | Formula | Significato fisico                                                       | Gruppo adimensionale                              | Formula | Significato fisico                                                    |
| -------------------- | --- | ------------------------------------------------------------------------ | ------------------------------------------------- | --- | --------------------------------------------------------------------- |
| Numero di Prandtl    | {\displaystyle \mathrm {Pr} ={\frac {\nu }{a}}={\frac {c_{p}\eta }{\lambda }}} | Rapporto tra diffusività cinematica e diffusività termica.               | Numero di Schmidt                                 | {\displaystyle \mathrm {Sc} ={\frac {\nu }{D}}={\frac {\eta }{\rho D}}} | Rapporto tra diffusività cinematica e diffusività massica             |
| Numero di Nusselt    | {\displaystyle \mathrm {Nu} ={\frac {h\,l}{\lambda }}} | Rapporto tra trasferimento convettivo e conduttivo di calore.            | Numero di Sherwood                                | {\displaystyle \mathrm {Sh} =\mathrm {Nu} ^{*}={\frac {k_{d}l}{D}}} | Rapporto tra trasferimento convettivo e diffusivo di materia.         |
| Numero di Péclet     | {\displaystyle {\begin{aligned}\mathrm {Pe} &=\mathrm {Re} \cdot \mathrm {Pr} \\&={\frac {vl}{a}}={\frac {\rho c_{p}vl}{\lambda }}\\\end{aligned}}}                                                  | Rapporto tra il trasporto di calore convettivo e diffusivo (conduttivo). | Numero di Péclet per il trasferimento di massa    | {\displaystyle {\begin{aligned}\mathrm {Pe} ^{*}&=\mathrm {Re} \cdot \mathrm {Sc} \\&={\frac {vl}{D}}\\\end{aligned}}}                                                                  | Rapporto tra il trasporto di materia per convezione e per diffusione. |
| Numero di Colburn    | {\displaystyle {\begin{aligned}\mathrm {J} _{H}&=\mathrm {Nu} \,\mathrm {Re} ^{-1}\mathrm {Pr} ^{-1/3}\\&={\frac {h}{\rho c_{p}v}}\left({\frac {c_{p}\eta }{\lambda }}\right)^{2/3}\\\end{aligned}}} |                                                                          | Numero di Colburn per il trasferimento di materia | {\displaystyle {\begin{aligned}\mathrm {J} _{M}&=\mathrm {Sh} \,\mathrm {Re} ^{-1}\mathrm {Sc} ^{-1/3}\\&={\frac {k_{d}}{v}}\left({\frac {\eta }{\rho D}}\right)^{2/3}\\\end{aligned}}} |                                                                       |
| Numero di Stanton    | {\displaystyle {\begin{aligned}\mathrm {St} &={\frac {\mathrm {Nu} }{\mathrm {Re} \cdot \mathrm {Pr} }}\\&={\frac {h}{\rho vc_{p}}}\\\end{aligned}}}                                                 |                                                                          | Numero di Stanton per il trasferimento di materia | {\displaystyle {\begin{aligned}\mathrm {St} ^{*}&={\frac {\mathrm {Sh} }{\mathrm {Re} \cdot \mathrm {Sc} }}\\&={\frac {k_{d}}{v}}\\\end{aligned}}}                                      |                                                                       |
| Numero di Grashof    | {\displaystyle \mathrm {Gr} ={\frac {\rho ^{2}g\alpha \Delta Tl^{3}}{\eta ^{2}}}} | Rapporto tra forze di galleggiamento e forze viscose.                    | Numero di Grashof per il trasferimento di materia | {\displaystyle \mathrm {Gr} ^{*}={\frac {\rho g\zeta \Delta xl^{3}}{\eta ^{2}}}} |                                                                       |
| Numero di Graetz     | {\displaystyle {\begin{aligned}\mathrm {Gz} &={\frac {d}{L}}\mathrm {Pe} \\&={\frac {d}{L}}{\frac {\rho c_{p}vl}{\lambda }}={\frac {{\dot {m}}c_{p}}{\lambda L}}\\\end{aligned}}}                    |                                                                          | Numero di Graetz per il trasferimento di materia  | {\displaystyle {\begin{aligned}\mathrm {Gz} ^{*}&={\frac {d}{L}}\mathrm {Pe} ^{*}\\&={\frac {d}{L}}{\frac {vl}{D}}={\frac {\dot {m}}{\rho LD}}\\\end{aligned}}}                         |                                                                       |

Di seguito è riportato il significato dei simboli utilizzati in tabella:
- Proprietà intrinseche del fluido: {\displaystyle \rho } è la densità; {\displaystyle \eta } la viscosità; {\displaystyle \lambda } la conduttività termica; {\displaystyle c_{p}} la capacità termica specifica a pressione costante; {\displaystyle \nu } è la diffusività cinematica; {\displaystyle a} la diffusività termica; {\displaystyle D} la diffusività massica; {\displaystyle \alpha } è il coefficiente di dilatazione termica; {\displaystyle \zeta =\left({\frac {\partial \rho }{\partial x}}\right)_{T,p}};
- Proprietà dipendenti dall'applicazione considerata: {\displaystyle l} è una lunghezza caratteristica; {\displaystyle v} la velocità media del fluido; {\displaystyle \mathrm {Re} ={\frac {\rho vl}{\eta }}} è il numero di Reynolds; {\displaystyle h} è il coefficiente di scambio termico; {\displaystyle k_{d}} è il coefficiente di scambio di materia; {\displaystyle \Delta T} la differenza di temperatura; {\displaystyle \Delta x} la differenza di frazione molare; {\displaystyle L} è la lunghezza del tratto considerato; {\displaystyle d} il diametro equivalente; {\displaystyle {\dot {m}}} è la portata di massa e {\displaystyle g} è l'accelerazione di gravità.

Grazie alle analogie esistenti tra i diversi gruppi adimensionali, è possibile conoscere la soluzione di un problema a partire da un problema analogo, ad esempio possiamo ricavare il coefficiente di scambio di materia riconducendoci ad un problema analogo di scambio di calore.